# Zaproszenie do tańca (film)
Zaproszenie do tańca (ang. Invitation to the Dance) – amerykański film nowelowy z 1956 roku w reżyserii Gene Kelly'ego. Zdjęcia kręcono w Londynie.